# 파스퇴르낮도마뱀붙이
파스퇴르 데이 게코(Pasteur's day gecko)라 불리는 파스퇴르낮도마뱀붙이(Phelsuma v-nigra pasteuri)는 주행성을 띄는 작은 도마뱀붙이류의 한 아종이다. 코모로 제도의 마요테섬(en:Mayotte)에 분포하며, 물가의 나무와 덤불에 서식한다. 파스퇴르낮은 다양한 곤충 따위의 무척추동물을 먹는다. 부드럽고 달달한 과일, 꽃가루, 꽃꿀도 먹는다.
아종명 pasteuri는 프랑스의 파충류학자 조르주 파스퇴르(:fr:Georges Pasteur)를 기렸다.

## 형태
이 아종은 꼬리까지 11 cm에 달하여 낮도마뱀붙이류 중에 제일 작은 편이다. 몸은 밝은 녹색을 띠며, 꼬리는 밝은 청색을 띠기도 한다. 주둥이에는 붉은색 V자 무늬가, 눈 사이에는 붉은색 줄무늬가 있다. 등에는 대개 수많은 적갈색 점들이 있다. 보통 목덜미에는 V자 무늬 대신 푸른색을 띄는 부분이 있고, 작은 붉은색 줄무늬가 그 위를 지나갈 수도 있다. 눈가무늬는 노란색이다. 밑부분은 노란색이다.

## 사육
이 아종은 식물이 무성한 중형 테라리움에서 짝을 지어 키워야 한다. 온도는 낮에는 28-30 °C, 밤에는 24-26 °C를 유지해야 하며, 습도는 너무 높지 않아야 한다. 두 달 간의 겨울 계절에는 온도는 낮에는 25 °C, 밤에는 20 °C를 유지해야 한다. 사육 시에는 귀뚜라미, 시판 과일 사료, 벌집나방(:en:wax moth) 애벌레, 초파리, 밀웜, 집파리를 먹일 수 있다.

## 참고 문헌
- Henkel F-W, Schmidt W (1995). Amphibien und Reptilien Madagaskars, der Maskarenen, Seychellen und Komoren. Stuttgart: Ulmer. 311 pp. ISBN 3-8001-7323-9. (in German).
- McKeown S (1993). The General Care and Maintenance of Day Geckos. Lakeside, California: Advanced Vivarium Systems.
- Meier H (1984). "Zwei neue Formen der Gattung Phelsuma von den Komoren (Sauria: Gekkonidae) ". Salamandra 20 (1): 32-38. (Phelsuma v-nigra pasteuri, new subspecies). (in German).